# Пію гаянський
Пію гаянський (Synallaxis gujanensis) — вид горобцеподібних птахів родини горнерових (Furnariidae). Мешкає в Південній Америці.

## Опис
Довжина птаха становить 15-17 см, вага 13-22 г. Голова сірувато-коричнева, верхня частина тіла оливково-коричнева. Над очима білуваті "брови". Крила і хвіст рудувато-коричневі. Нижня частина тіла сірувато-коричнева, горло біле. Стернові пера довгі, гострі. Дзьоб прямий, чорнуватий.

## Підвиди
Виділяють шість підвидів:
- S. g. columbiana Chapman, 1914 — східна Колумбія (від західної Мети до південного Путумайо);
- S. g. gujanensis (Gmelin, JF, 1789) — східна і південна Венесуела (від східного Монагасу до південного Болівару і північного Амазонасу), Гвіана, північна і східна Бразилія (Амазонас, від північної Рорайми до східної Амапи, а також на південь від Амазонки, від Пари і півночі Мату-Гросу на схід до Мараньяну);
- S. g. huallagae Cory, 1919 — східний Еквадор (Сукумбіос, Орельяна), південно-східна Колумбія (Амасонас), східне Перу (від Лорето на південь до східного Куско і Мадре-де-Дьйоса) і північна Болівія (Пандо);
- S. g. canipileus Chapman, 1923 — південно-східне Перу (західне Куско, Пуно);
- S. g. inornata Pelzeln, 1856 — захід центральної Бразилії (Амазонас на південь від Амазонки), північно-східна Болівія (схід Бені);
- S. g. certhiola Todd, 1916 — східна Болівія (від південного Бені до Санта-Крусу).

## Поширення і екологія
Гаянські пію мешкають в Колумбії, Венесуелі, Еквадорі, Перу, Болівії, Бразилії, Гаяні, Французькій Гвіані і Суринамі. Вони живуть в амазонській сельві, у варзейських лісах (тропічних лісах у заплавах Амазонки і її притоків), на болотах і плантаціях. Зустрічаються на висоті до 1200 м над рівнем моря.